# Phytocoris albifrons
Phytocoris albifrons är en insektsart som beskrevs av Knight 1968. Phytocoris albifrons ingår i släktet Phytocoris och familjen ängsskinnbaggar. Inga underarter finns listade i Catalogue of Life.